# Cayey
Cayey ist eine der 78 Gemeinden von Puerto Rico.
Die Gemeinde liegt in der zentralen Bergregion von Puerto Rico. Sie hatte bei der Volkszählung 2010 eine Einwohnerzahl von 48.119 Personen.

## Geschichte
Cayey wurde am 17. August 1773 von Juan Mata Vázquez gegründet, der auch der erste Bürgermeister der Stadt wurde. Es wird gesagt, dass Cayey seinen Namen von dem Wort der Taíno-Indianer für "ein Ort des Wassers" ableitet. Ihr ursprünglicher Name war "Cayey de Muesas" zu Ehren von Miguel de Muesas, dem damaligen Gouverneur von Puerto Rico. Die Stadt liegt in einem Tal, eingebettet zwischen der Cordillera Central und der Sierra de Cayey.
Puerto Rico wurde nach dem Spanisch-Amerikanischen Krieg im Rahmen des Pariser Vertrags von 1898 von Spanien abgetreten und wurde ein Territorium der Vereinigten Staaten. Im Jahr 1899 führten die Vereinigten Staaten ihre erste Volkszählung in Puerto Rico durch und stellten fest, dass die Einwohnerzahl von Cayey 14.442 betrug.
Die Wirtschaft von Cayey war und ist landwirtschaftlich geprägt und basiert auf Tabak, Zuckerrohr und Früchten. Die landwirtschaftliche Wirtschaft, die sich ab den 1950er Jahren entwickelte, ist stark zurückgegangen. Die meisten landwirtschaftlichen Produkte werden von anderen Inseln in der Karibik oder vom Festland der Vereinigten Staaten importiert. Heute gibt es in der Stadt eine Produktionsanlage von Coca-Cola.

## Gliederung
Die Gemeinde ist in 22 Barrios aufgeteilt:
1. Beatriz
2. Cayey barrio-pueblo
3. Cedro
4. Cercadillo
5. Culebras Alto
6. Culebras Bajo
7. Farallón
8. Guavate
9. Jájome Alto
10. Jájome Bajo
11. Lapa
12. Matón Abajo
13. Matón Arriba
14. Monte Llano
15. Pasto Viejo
16. Pedro Avila
17. Piedras
18. Quebrada Arriba
19. Rincón
20. Sumido
21. Toita
22. Vegas

## Söhne und Töchter der Stadt
- Pedro Montañez (1914–1996), Boxer
- Luis Guzmán (* 1957), Schauspieler
- José de Jesús  (* 1963), Boxer
- Yandel (* 1977), Musiker
- Wisin  (* 1978), Musiker
- Amazing Red (* 1982), Wrestler
- Zuleyka Rivera Mendoza (* 1987), Schönheitskönigin